# 張雲路 (康熙進士)
張雲路，字尔羽，福建晋江人，清朝政治人物、进士出身。

## 生平
康熙四十五年，登进士，授阳朔縣知縣，后因病去世。